# 鹵氫化作用
鹵氫化反應，是指一烯烴與氫鹵酸生成鹵代烷的反應。在反應中，碳－碳雙鍵斷裂，氫鹵酸裏的氫加在碳－碳雙鍵的其中一個碳上，而鹵素加在另一個碳上。屬於親電加成反應。

## 例子
乙烯跟氫氯酸（鹽酸）反應生成氯乙烷。乙烯上的碳－碳雙鍵斷裂，一個碳接上氫，另一接上氯，生成一分子的氯乙烷。

## 馬科尼科夫規則
鹵氫化反應跟從馬科尼科夫規則。這說明著氫鹵酸的氫會加在擁有較多氫原子的碳上，而鹵素會加在另外一個碳原子上。例如丙烯與氫氯酸的鹵氫化反應，根據馬科尼科夫規則，2－氯丙烷將會是主要的生成物，而1－氯丙烷會是副生成物。